# Fúrmanov
Fúrmanov, rus: Фурманов, és una ciutat de l'óblast d'Ivànovo, a Rússia. Es troba a 28 km al nord d'Ivànovo. La situació demogràfica de Fúrmanov va deteriorar-se durant la dècada de 1990. El 2001 el creixement natural acusava un dèficit de 13,6 per mil a causa de la baixa taxa de natalitat (8,4 per mil) i l'alta taxa de mortalitat (22 per mil). Rep el seu nom per Dmitri Fúrmanov, revolucionari rus que hi va néixer.
| 1926   | 1939   | 1959   | 1970   | 1979   | 1989   | 2002   | 2008   | 2014   |
| ------ | ------ | ------ | ------ | ------ | ------ | ------ | ------ | ------ |
| 21 000 | 36 000 | 38 200 | 40 200 | 44 200 | 46 200 | 40 874 | 37 633 | 35 367 |